# Shraddha Kapoor
Shraddha Kapoor (Bombay, 3 de marzo de 1987) es una actriz y cantante india popular por su actuación en películas en lenguaje hindi. Hija del actor Shakti Kapoor, comenzó su carrera como actriz con un breve papel en la película de 2010 Teen Patti, seguida de su primer papel principal en el drama adolescente Luv Ka The End (2011).
Kapoor ganó un amplio reconocimiento por interpretar a una cantante en el exitoso drama romántico Aashiqui 2 (2013), por el cual recibió varios elogios, incluida una nominación en el premio Filmfare a la Mejor Actriz. Al año siguiente interpretó a un personaje basado en Ofelia en el drama aclamado por la crítica de Vishal Bhardwaj Haider (2014), una adaptación de la tragedia de William Shakespeare Hamlet. Kapoor se estableció con papeles protagónicos en el thriller romántico Ek Villain (2014), el drama ABCD 2 (2015) y la cinta de acción Baaghi (2016), producciones que figuran entre sus mayores éxitos comerciales. También protagonizó una serie de películas sin éxito comercial, incluidas Rock On 2 (2016) y Haseena Parkar (2017). Además de actuar, Kapoor ha cantado las canciones de varias de sus películas. En 2015, lanzó su propia línea de ropa. En 2020, Kapoor se convirtió en la tercera celebridad india más seguida en Instagram

## Filmografía
- 2010 - Teen Patti
- 2011 -	Luv Ka The End
- 2013 -	Aashiqui 2
- 2013 -	Gori Tere Pyaar Mein
- 2014 -	Ek Villain
- 2014 -	Haider
- 2014 -	Ungli
- 2015 -	ABCD 2
- 2016 -	Baaghi
- 2016 -	A Flying Jatt
- 2016 -	Rock On 2
- 2017 -	Ok Jaanu
- 2017 -	Half Girlfriend
- 2017 -	Haseena Parkar
- 2018 -	Nawabzaade
- 2018 -	Batti Gul Meter Chalu
- 2018 - " Stree "
- 2019 - " Saaho "
- 2019 - " Chhichhore"
- 2020 - "Street dancer 3D "
- 2020 - "Baaghi 3 "
- 2022 - Bhediya
- 2023 -  Tu Jhoothi Main Makkar
- 2024 - Stree 2
- 2024 - " Nagin  "

## Music Video
• 2021 -  Kill Chori 

## Discografía
- 2014 - "Galliyan" - Ek Villain
- 2014 - "Do Jahaan" - Haider
- 2015 - "Bezubaan Phir Se" - ABCD 2
- 2016 - "Sab Tera" - Baaghi
- 2016 - "Tere Mere Dil" - Rock On 2
- 2016 - "Udja Re"
- 2016 - "Woh Jahaan"
- 2016 - "Rock On-Revisited"
- 2017 - "Phir Bhi Tumko Chaahungi" - Half Girlfriend